# فرودگاه پلونا/توموال
فرودگاه پلونا/توموال (به انگلیسی: Plevna/Tomvale Airport) یک فرودگاه خصوصی است که یک باند فرود آسفالت و چمن دارد و طول باند آن ۷۳۲ متر است. این فرودگاه در کشور کانادا قرار دارد و در ارتفاع ۲۷۱ متری از سطح دریا واقع شده است.